# Hidetaka Yamada
Hidetaka Yamada (jap. 山田 英孝, Yamada Hidetaka; * 22. Juni 1976 in Kōbe) ist ein japanischer Badmintonspieler.

## Karriere
Hidetaka Yamada wurde in Kōbe geboren, besuchte aber die Oberschule in Ageo. Während dieser Schulzeit wurde er 2. bei den Jugendmeisterschaften als auch bei den Oberschulmeisterschaften.
Während er die prestigeträchtige Waseda-Universität besuchte, erreichte er 1995 bei den Hochschulmeisterschaften als auch bei den Japanischen Badmintonmeisterschaften den 3. Platz. Das Jahr darauf gewann er die Hochschulmeisterschaften und erreichte hinter Takahiro Suka den 2. Platz bei den „Alljapanischen allgemeinen Badminton-Meisterschaften“. Bei seiner erneuten Teilnahme an den Hochschulmeisterschaften 1997 wurde er Vizemeister.
Bei seiner erneuten Teilnahme 1999 an den „Alljapanischen allgemeinen Badminton-Meisterschaften“, jetzt für das Firmenteam von Nihon Unisys spielend, erreichte er wieder den 3. Platz. Im selben Jahr gewann er die Romanian International. 2000 nahm er am Herreneinzel der Olympischen Sommerspiele 2000 in Sydney, bei der er 17. in der Endabrechnung wurde.
2001 als auch das Jahr darauf gewann er die „Alljapanischen Badminton-Meisterschaften der Erwachsenen“.
2004 in Athen nahm er erneut am Herreneinzel der Olympischen Sommerspiele teil, wo er wiederum 17. wurde, wie schon vier Jahre zuvor. Im selben Jahr siegte er zudem bei den Finnish International und den Croatian International.

## Sportliche Erfolge
| Saison | Veranstaltung          | Disziplin    | Platz | Name            |
| ------ | ---------------------- | ------------ | ----- | --------------- |
| 1999   | Romanian International | Herreneinzel | 1     | Hidetaka Yamada |
| 1999   | Auckland International | Herreneinzel | 1     | Hidetaka Yamada |
| 2000   | Olympia                | Herreneinzel | 17    | Hidetaka Yamada |
| 2004   | Finnish International  | Herreneinzel | 1     | Hidetaka Yamada |
| 2004   | Croatian International | Herreneinzel | 1     | Hidetaka Yamada |
| 2004   | Olympia                | Herreneinzel | 17    | Hidetaka Yamada |